# Hans Nieland (Politiker)

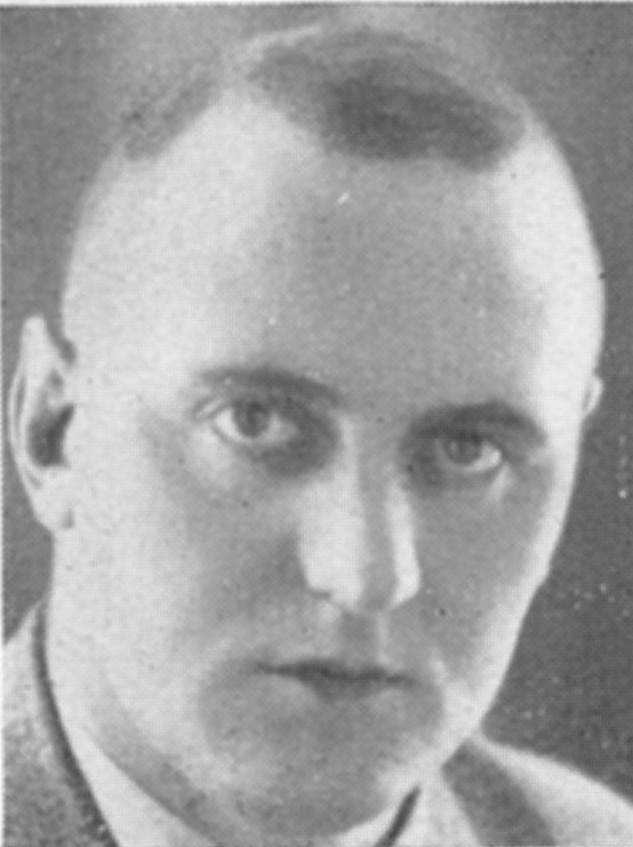
Hans Nieland, um 1933

Hans Heinrich Nieland (* 3. Oktober 1900 in Hagen, Westfalen; † 29. August 1976 in Reinbek) war ein Politiker der NSDAP und Oberbürgermeister der Stadt Dresden von 1940 bis 1945. 

## Leben
Nach Abschluss des Realgymnasiums 1918 in Hagen wurde Nieland im Juni desselben Jahres zur Armee eingezogen und blieb bis kurz nach Ende des Ersten Weltkriegs Soldat (Entlassung im Dezember 1918). Ab Februar 1919 studierte er Rechts- und Wirtschaftswissenschaften in Göttingen und Hamburg. Während seines Studiums wurde er 1920 Mitglied der Burschenschaft Germania Hamburg. Nach Ende des Studiums im Juli 1922 arbeitete er drei Jahre lang als kaufmännischer Angestellter in zwei Hamburger Exportfirmen. Es schloss sich eine Ausbildung in der Kommunal- und Staatsverwaltung an, in deren Folge er als Anwärter für die Laufbahn eines westfälischen Amtmanns nach Kirchhörde ging (das heute zum Stadtbezirk Hombruch gehört). Er stellte im Juni 1925 seine Dissertation der Staatswissenschaften „Die Macht als staatlicher Rechtsbegriff: Zugleich eine Untersuchung über die staatsrechtliche Stellung des Deutschen Reiches unter der Herrschaft des Versailler Vertrages“ fertig.
Zum 30. Januar 1926 trat Nieland in die NSDAP ein (Mitgliedsnummer 33.333) und wurde in seiner Heimat Bezirksführer, dann in Hamburg Sektionsführer. Außerdem wurde er Mitglied der SS (SS-Nummer 61.702), erreichte am 30. Januar 1939 eine Beförderung zum SS-Brigadeführer und am 9. November 1944 seine Zuordnung zum Stab SS-Oberabschnitt „Elbe“. Von November 1926 bis März 1928 widmete er sich wieder dem Studium der Rechtswissenschaft in Münster und Göttingen. Im Dezember 1928 wurde er Referendar bei den Justizbehörden in Altona. Am 14. September 1930 wurde er für den Wahlkreis 34 in den Reichstag gewählt.
1932 beteiligte er sich an der Gründung des „Keppler-Kreises“, der die NSDAP in wirtschaftlichen Fragen beriet.

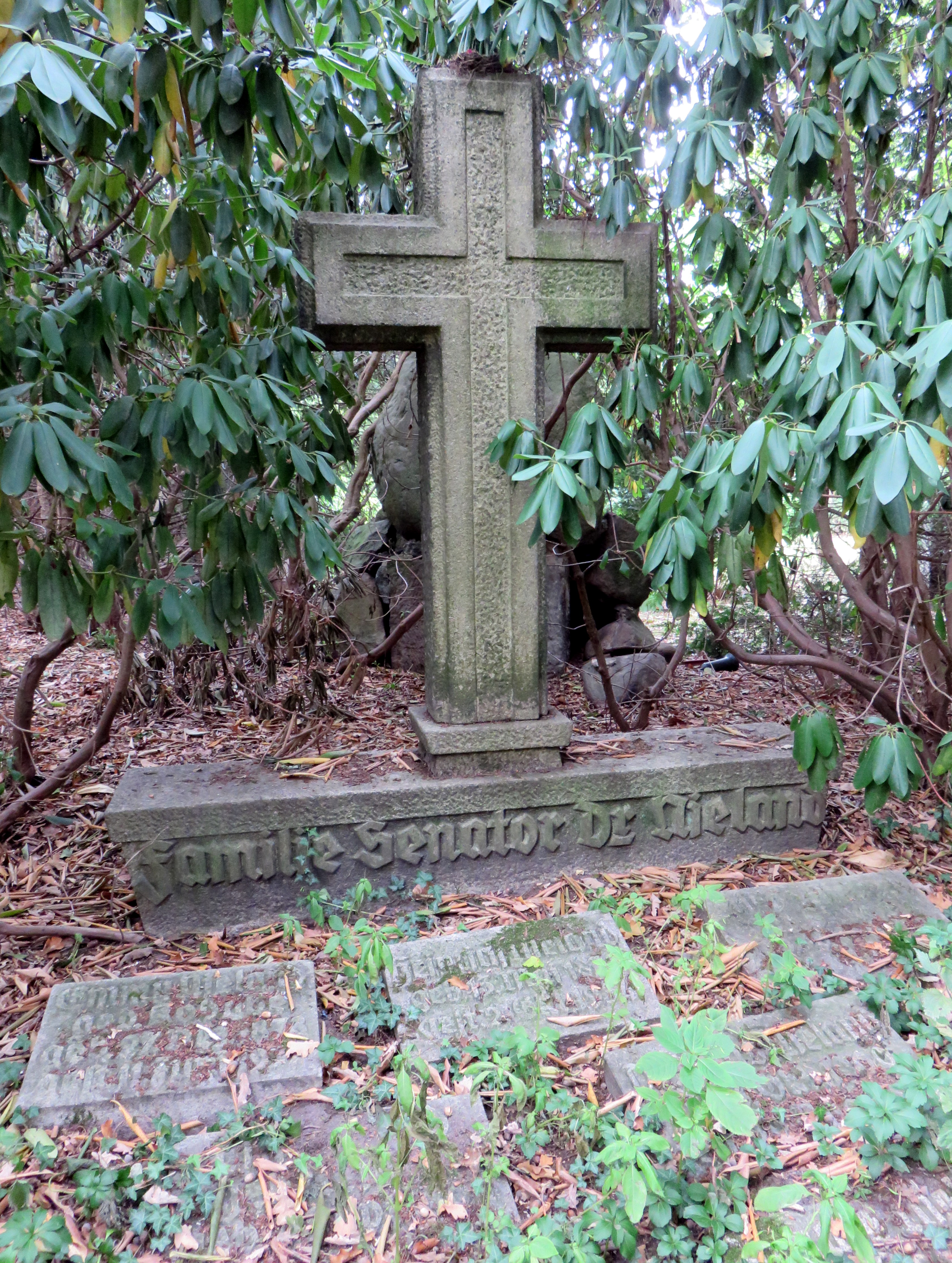
Grabstätte auf dem Friedhof Ohlsdorf

Hans Nieland wurde von NS-Reichsorganisationsleiter Gregor Strasser zum ersten Leiter der am 1. Mai 1931 in Hamburg gegründeten Auslandsorganisation der NSDAP ernannt. Dieses Parteiamt bekleidete Nieland, bis er am 8. Mai 1933 wegen wichtigerer Verpflichtungen zurücktrat. Ab dem 15. März 1933 war er kurze Zeit Leiter der Hamburger Polizeibehörde, bis er am 18. Mai 1933 durch den Hamburger Reichsstatthalter Karl Kaufmann zum Mitglied des Hamburger Senates ernannt wurde. Dort führte er die hamburgische Finanzverwaltung und ersetzte den entlassenen Walter Matthaei. Im November 1934 übernahm er zusätzlich Teile der Verwaltung für Wirtschaft, Technik und Arbeit. Nach Inkrafttreten des „Groß-Hamburg-Gesetzes“ im April 1937 wurde Nieland zum Senator und Stadtkämmerer auf Lebenszeit ernannt. Im Februar 1940 wurde er schließlich auf Vorschlag des Reichsstatthalters Martin Mutschmann durch den Reichsminister des Innern Wilhelm Frick zum Oberbürgermeister der Landeshauptstadt Dresden berufen. Nach den schweren Luftangriffen vom 13./14./15. Februar 1945, die weite Teile der Altstadt vollkommen zerstörten, verließ Nieland am 23. Februar überstürzt Dresden und meldete sich am 3. März 1945 in Berlin.
Vom 2. Juni 1945 bis zum 21. Februar 1948 befand sich Nieland in verschiedenen britischen Internierungslagern, z. B. in Neumünster-Gadeland und in Staumühle (bei Paderborn). Im August 1948 wurde er in einem Spruchkammerverfahren in Bielefeld zu einer Geldstrafe verurteilt, die jedoch durch seine Haftzeit als abgegolten betrachtet wurde. 1949 wurde er als „minderbelastet“ eingestuft und 1950 als „Mitläufer“.
Anschließend war Nieland in Hamburg als „beratender Volkswirt“ tätig.
Hans Nielands Grabstätte befindet sich auf dem Ohlsdorfer Friedhof in Hamburg im Planquadrat AD 5 unterhalb vom Stavenhagenhügel.

## Auszeichnungen
- Kriegsverdienstkreuz (KVK) II. Klasse ohne Schwerter
- Goldenes Parteiabzeichen der NSDAP
- SS-Ehrenring
- Ehrendegen des Reichsführers SS